# La Dernière Enquête de Sherlock Holmes
La Dernière Enquête de Sherlock Holmes (en español: El último caso de Sherlock Holmes) es un cortometraje de intriga policiaca francés de 2010 dirigido por Gaël Grobéty y protagonizado por Vincent Aubert, Michel Moulin y Alexandre de Marco.

## Sinopsis
En 1920, Sherlock Holmes y el inseparable doctor Watson, ya jubilados, se encuentran de excursión por el campo. Pero el asesinato de un lugareño en el bosque llevará al famoso detective a realizar su última investigación, que cuestionará su pasado.

## Reparto
- Vincent Aubert - Sherlock Holmes
- Michel Moulin - Doctor Watson
- Alexandre de Marco - Oficial de polcía
- Hubert Cudré
- Isabelle Bonillo